# Hebreo cuadrado
El hebreo cuadrado ('ivrit: כתב מרבע Ktav merubá' ) o Ashurí es la escritura surgida en Babilonia. El hebreo cuadrado no poseía lengua hablada, esto es, que no correspondía a ningún idioma.
Comporta un alfabeto consonántico de 22 letras básicas, algunas de las cuales tienen dos grafías (con igual sonido y nombre) cuando aparecen al final de una palabra, llamadas grafías sofit.  Por otra parte, siguiendo el criterio masorético, algunas de estas consonantes, cambian de sonido por medio de la presencia/ausencia del Daguésh (acentuante) como es el caso de las letras Béyt (B;V), Kaf (K;Kh), y Péh (P,F). A continuación el alfabeto hebreo cuadrado:
א ב ג ד ה ו ז ח ט י כ ך ל מ ם נ ן ס ע פ ף צ ץ ק ר ש ת

## Origen y trayectoria
Se presume que fue la idea de un grupo determinado con alto poder de influencia, como una escuela o partido religioso, que de manera puntual en el tiempo introduciría esta escritura. Así, aparece en el judaísmo rabínico post-exílico (hacia el siglo III a. C.) para la presentación de los textos sagrados. 
Por otra parte, esta escritura convivió con el hebreo antiguo (escritura fenicia, 'ivrit: ktav peniqi; según el talmud: ktav dá'atz/rá'atz/livona'ah) durante todo el período del segundo templo hasta mediados del siglo II D. C. Prueba de ello son las monedas halladas en Israel, correspondientes a la guerra de los judíos contra los romanos hacia el año 135, acuñadas en ktav livona'ah o hebreo antiguo. Los rollos de Qumrán, en no poca cuantía, muestran el Tetragrammaton (Yahveh, nombre de Dios conformado por las equivalencias de las letras YHWH) escrito en hebreo antiguo en medio de un texto transcrito en caligrafía cuadrada. No es sino hasta el siglo II D.C. cuando de manera oficial el judaísmo determina la sustitución completa de la antigua escritura hebrea. El hebreo rabínico en el Talmud, constituye una evolución lingüística posterior.
El hecho de que el Ashurí o hebreo cuadrado no pertenecía a un idioma se puede notar claramente en una discusión recogida en el talmud de Jerusalem Meg 10a que dice:
א"ר יונתן דבית גוברין ד' לשונות נאים שישתמש בהן העולם ואלו הן לעז לזמר רומי לקרב סורסיי
לאילייא עברי לדיבור ויש אומרים אף אשורי לכתב אשורי יש לו כתב ואין לו לשון עברי יש
לו לשון ואין לו כתב בחרו להם כתב אשורי ולשון עברי ולמה נקרא שמו אשורי שהוא מאושר בכתבו אמר רבי
לוי על שם שעלה בידם מאשורלוי על שם שעלה בידם מאשור}}

"Dijo Rabí Yonatán de Béyt Guvrin: "4 lenguas son ideales para que las use el mundo; y estas son: El griego para la poesía, el latín para la guerra, el arameo para el lamento y el hebreo para hablar, y aún hay quienes dice que el ashuri para escribir; (pues) el 'ashuri (hebreo cuadrado), tiene escritura mas no idioma; el hebreo por su parte, tiene idioma pero no escritura; (los Israelitas) eligieron para sí la grafía del hebreo cuadrado y la lengua hebrea. ¿Y porqué se llama אשורי ('Ashuri)? porque es מאושר (me'ushar, es decir, "feliz" o alegre debido a las formas de llamas y su aspecto cuadrado) en su escritura. Rabí Levy decía: "Es debido a que subió por medio de ellos (los judíos) de 'Ashur (me'ashur, מאשור, norte de Babilonia)".

Varios autores han coincidido en que resulta sumamente extraño que el pueblo judío haya aceptado o decidido cambiar su antigua escritura por una extranjera. Quizás la razón más valedera sea el ansia desarrollada por distinguirse de los samaritanos, lo cual se advierte aún en el texto del Evangelio según San Juan,4:9 
"...porque judíos y samaritanos no se tratan entre sí".
De manera curiosa, la Mishná en el tratado Yadáyim (4:5) dice que:

ד,ה  תרגום שבעזרא ושבדנייאל, מטמא את הידיים. תרגום שכתבו עברית, ועברית שכתבו תרגום וכתבו עברי--אינו מטמא את הידיים. לעולם אינו מטמא, עד שיכתבנו אשורית על העור ובדיו
La versión aramea de 'Ezrá' (Esdras)y de Dani'el, vuelve impuras las manos. La versión aramea (targum) cuya escritura es hebrea y la escritura hebrea cuyo texto es arameo y la escritua hebrea (sola), no vuelve impura las manos. Nunca vuelve impura las manos, excepto si se escribe en 'Ashuri (asiria, hebreo cuadrado) en cuero y con tinta.

El hebreo cuadrado se convirtió en todo un fundamento para la expansión de una suerte de filosofía judaica de alto contenido místico y de corte mántico, que raya en la adivinación y la superstición conocida bajo el nombre de "Qabaláh", a tal punto que muchos libros acerca del Tarot, incluyen un alfabeto hebreo con explicaciones cabalísticas. Una de las afirmaciones que se hacen en la qabaláh respecto al origen de las letras, es que al principio sólo hubo tres: 'alef (א) Méym (מ) y Shin (ש) y con ellas se desarrollaron las formas de las otras 19 en lo cual se involucra también los principios del cosmos. La Qabaláh se concentra mucho en el valor numérico de las letras y sus mismas formas para explicar los diversos fenómenos de la creación, al tiempo que incursiona en el Tiqún Ha'olam o corrección del universo a través del uso manipulado de las letras combinado con los signos del zodíaco entre otras cosas.
Cabe anotar, sin embargo, que por una parte, tales propiedades de las letras del hebreo cuadrado, son hoy por hoy objeto de controversias entre creyentes e incrédulos siendo que el asunto no se demuestra satisfactoriamente a favor de los que creen; inclusive,muchas personas dentro de la misma Yiddishqéyt, no comparten tales disciplinas y prácticas.